# Zoophthorus pluricinctus
Zoophthorus pluricinctus är en stekelart som först beskrevs av Per Abraham Roman 1938.  Zoophthorus pluricinctus ingår i släktet Zoophthorus och familjen brokparasitsteklar. Inga underarter finns listade i Catalogue of Life.